# مخطط فلسطين

خريطة تظهر فلسطين مع تمييز الضفة الغربية وقطاع غزة باللون الأحمر

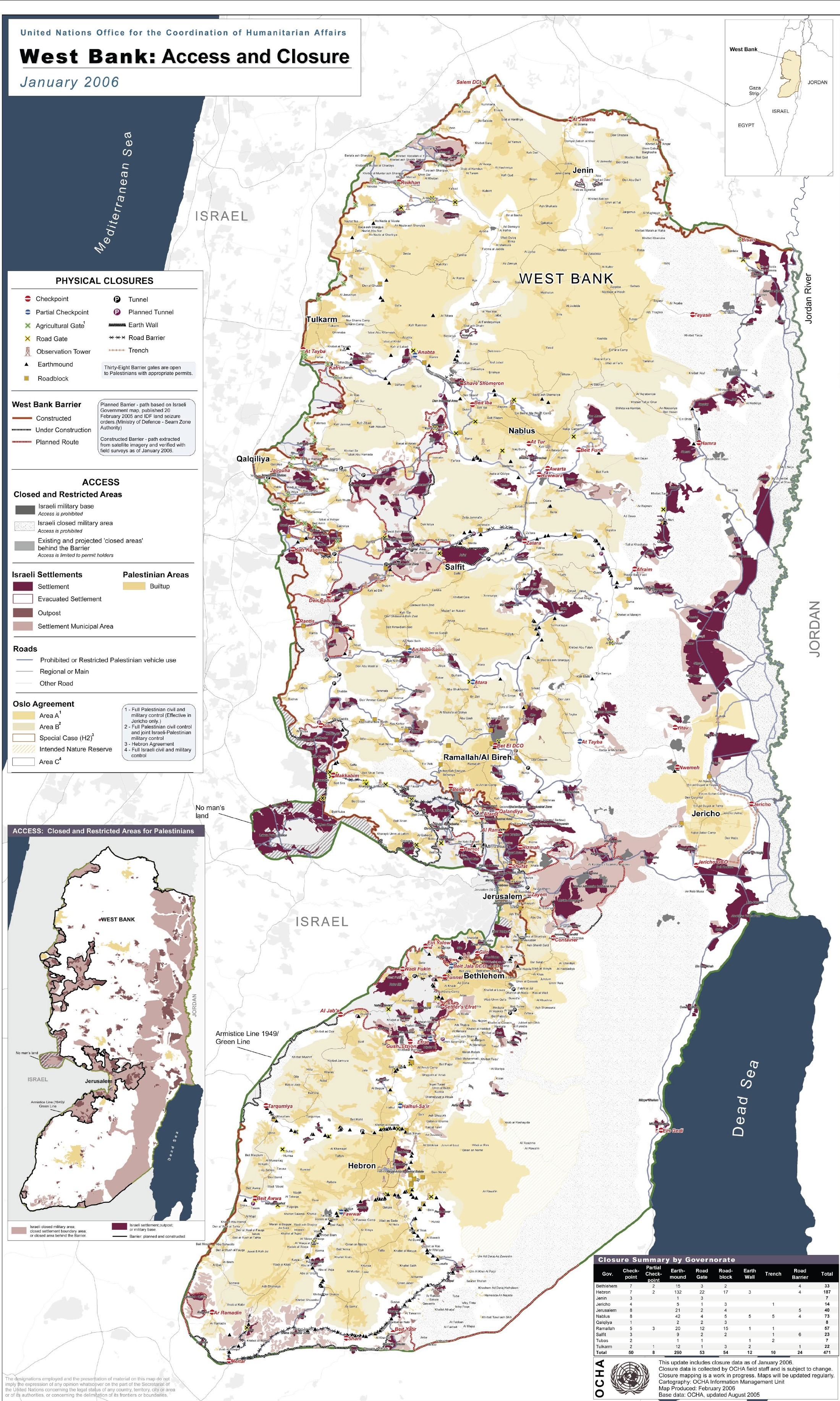
خريطة مكبرة للضفة الغربية

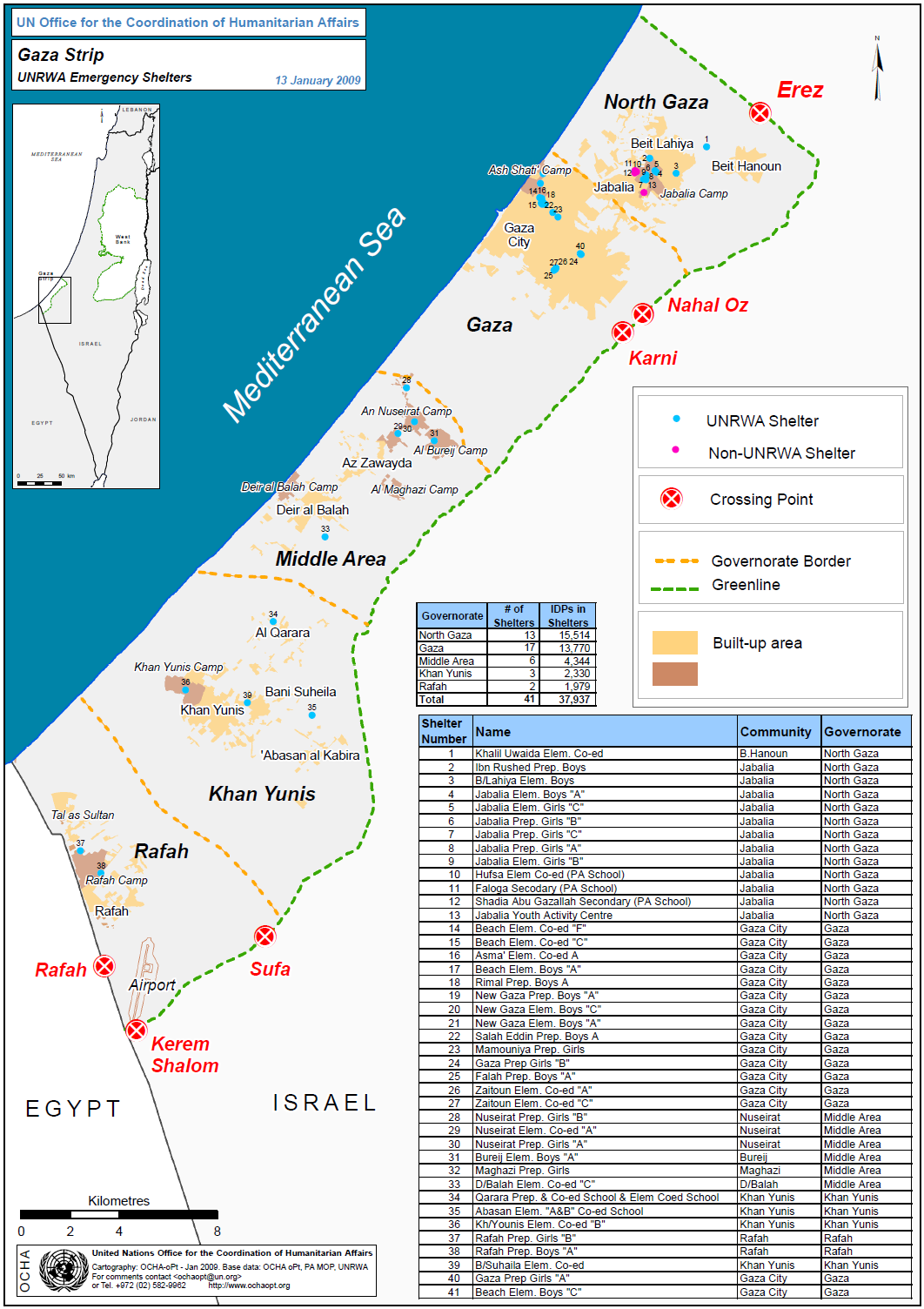
خريطة مكبرة لقطاع غزة

فيما يلي مخطط يقدم نظرة عامة ودليلًا موضعيًا عن فلسطين:
دولة فلسطين – دولة تقع في الشرق الأوسط، تخضع سياسيًا لسلطة السلطة الوطنية الفلسطينية وحكومة حماس في غزة. منذ إعلان الاستقلال الفلسطيني عام 1988، وقبولها كدولة مراقبة في الأمم المتحدة عام 2012، أصبحت فلسطين معترفًا بها من قبل ثلاثة أرباع دول العالم.
عاصمتها المعلنة هي القدس الشرقية، بينما تعتبر رام الله مركزها الإداري. ورغم ترقيتها مؤخرًا إلى وضع دولة غير عضو في الأمم المتحدة، فإن فلسطين لا تمارس سيطرة كاملة على أراضيها، وتربطها علاقات مضطربة تاريخيًا مع إسرائيل والعديد من الدول الغربية.

## التسمية
- الاسم الرسمي: دولة فلسطين
- الاسم الرسمي باللغة الإنجليزية:
  - وزارة الخارجية الأمريكية: Palestinian Territories 
  - الاتحاد الأوروبي - معيار ISO 3166-2: Palestine, State of 
  - منظمات الأمم المتحدة: Palestine, State of
- الصفة: فلسطيني
- اسم السكان: الشعب الفلسطيني، الفلسطينيون، أو العرب الفلسطينيون
- أصل التسمية: انظر "تسلسل زمني لاسم فلسطين" و"أسماء الأماكن في فلسطين"
- رموز ISO الدولية: PS، PSE، 275
- رموز ISO للمناطق: انظر ISO 3166-2:PS
- رمز الإنترنت الوطني الأعلى: .ps

## جغرافيا فلسطين

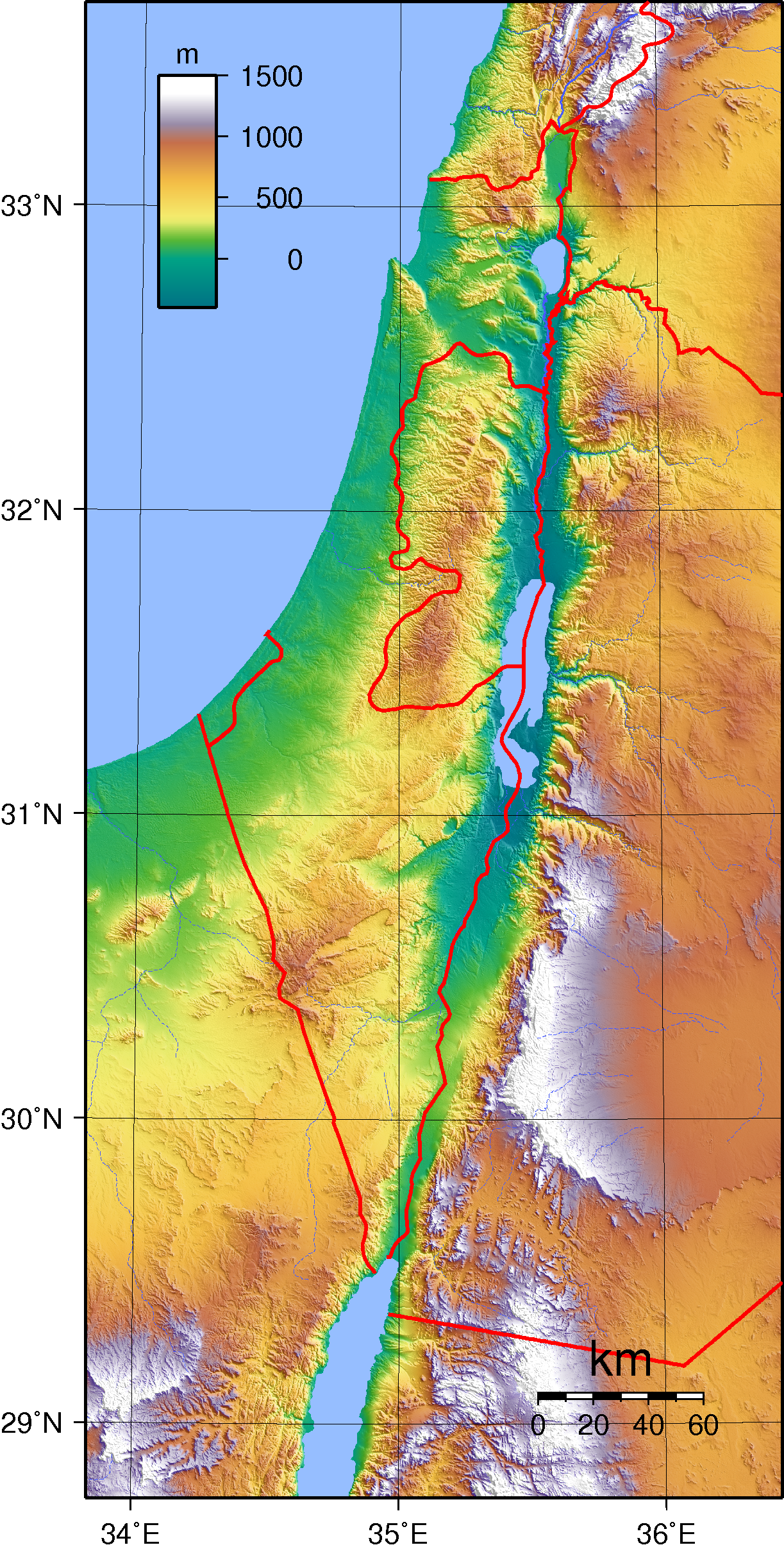
An enlargeable topographic map of Israel and the دولة فلسطين. Outlined in red are the 1949-designated boundaries of the الضفة الغربية وقطاع غزة

صورة توضح خريطة تضاريس مكبرة لإسرائيل وفلسطين. الحدود الموضحة باللون الأحمر تعود إلى حدود عام 1949 للضفة الغربية وقطاع غزة.
انظر أيضاً: جغرافيا فلسطين، الضفة الغربية، قطاع غزة، جغرافيا إسرائيل.
- موقع فلسطين:

- تقع في نصف الكرة الشمالي ونصف الكرة الشرقي.
- تنتمي إلى قارة أوراسيا.
- تقع ضمن قارة آسيا، جنوب غرب آسيا، في منطقة الشرق الأوسط.
- المنطقة الزمنية: توقيت غرينيتش +2، وفي الصيف توقيت غرينيتش +3.
- النقاط القصوى في فلسطين:

- أعلى نقطة: جبل النبي يونس بارتفاع 1030 متر (حوالي 3379 قدم).
- أخفض نقطة: البحر الميت على انخفاض 412 متر تحت مستوى سطح البحر، وهي أخفض نقطة على سطح الأرض.
- الحدود البرية: غير محددة رسمياً، والأرقام أدناه تعكس حدود الأمر الواقع بحسب الخط الأخضر.

- الطول الإجمالي للحدود البرية: 466 كيلومتر.

-- مع  إسرائيل: 358 كيلومتر

-- مع  الأردن: 97 كيلومتر

-- مع {{بيانات بلد مصر
|علم/صميم
|name=مصر
|variant=
|size=
}}: 11 كيلومتر
- السواحل:

- قطاع غزة: طول الساحل 40 كيلومتر.
- الضفة الغربية: لا تطل على البحر.
- ملاحظة: تشمل الضفة الغربية الجزء الشمالي من البحر الميت بخط ساحلي طوله حوالي 40 كيلومتر.
- السكان:

- عدد الفلسطينيين حول العالم (بما في ذلك الشتات): يُقدّر بـ10 إلى 11 مليون نسمة.
- عدد السكان داخل فلسطين: يُقدّر بـ3.8 مليون نسمة.
- المساحة:

- المساحة الكلية المطالبة بها: حوالي 6220 كيلومتر مربع.
- المساحة تحت السيطرة الفعلية: حوالي 2488 كيلومتر مربع.
- مساحة الضفة الغربية (بما في ذلك القدس الشرقية): حوالي 5860 كيلومتر مربع.
- مساحة قطاع غزة: حوالي 360 كيلومتر مربع.
- أطلس فلسطين: انظر ملفات "أطلس فلسطين" في ويكيميديا كومنز.

### البيئة في فلسطين
- جغرافيا فلسطين
** غابات شرق البحر المتوسط
- الطاقة المتجددة في فلسطين

** الطباخات الشمسية في غزة
- جيولوجيا فلسطين

** حجر القدس

** الملكي
- المناطق المحمية في فلسطين

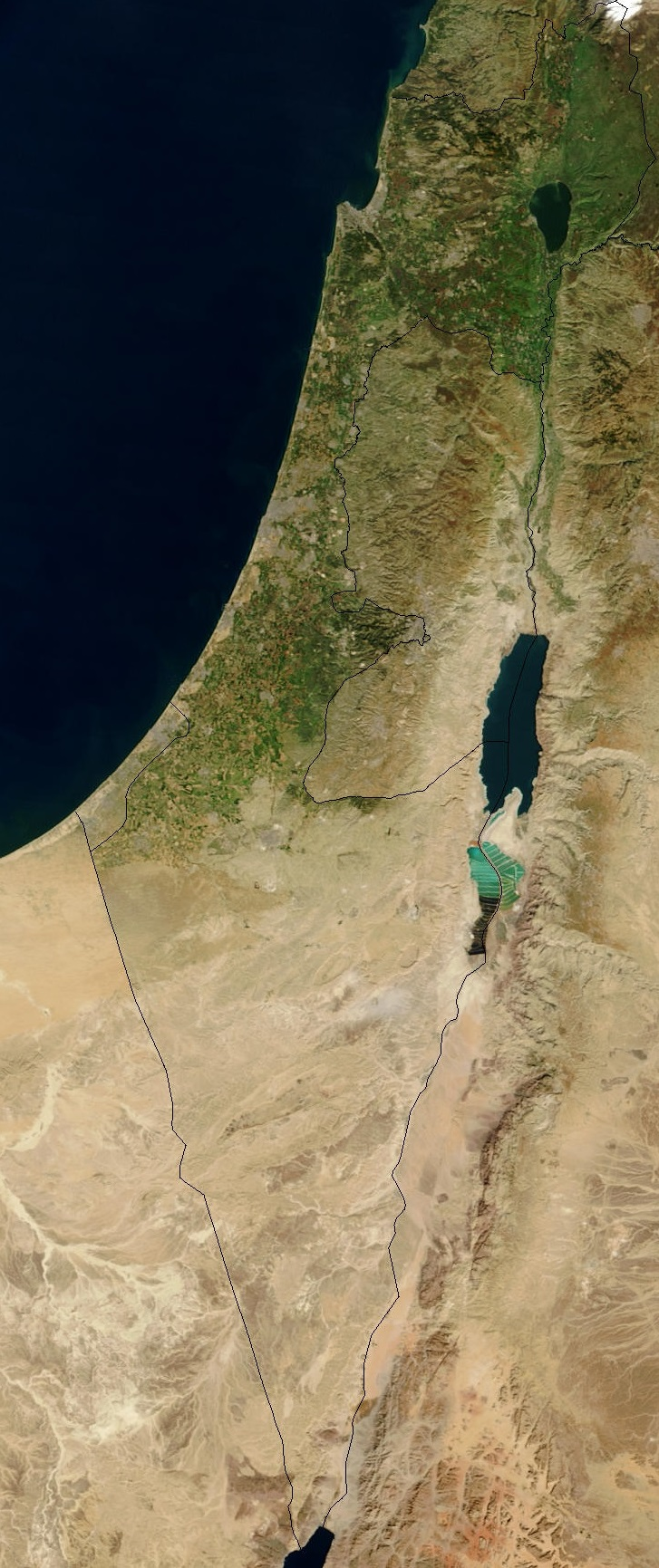
صورة قمر صناعي مكبرة لفلسطين والمنطقة المحيطة.

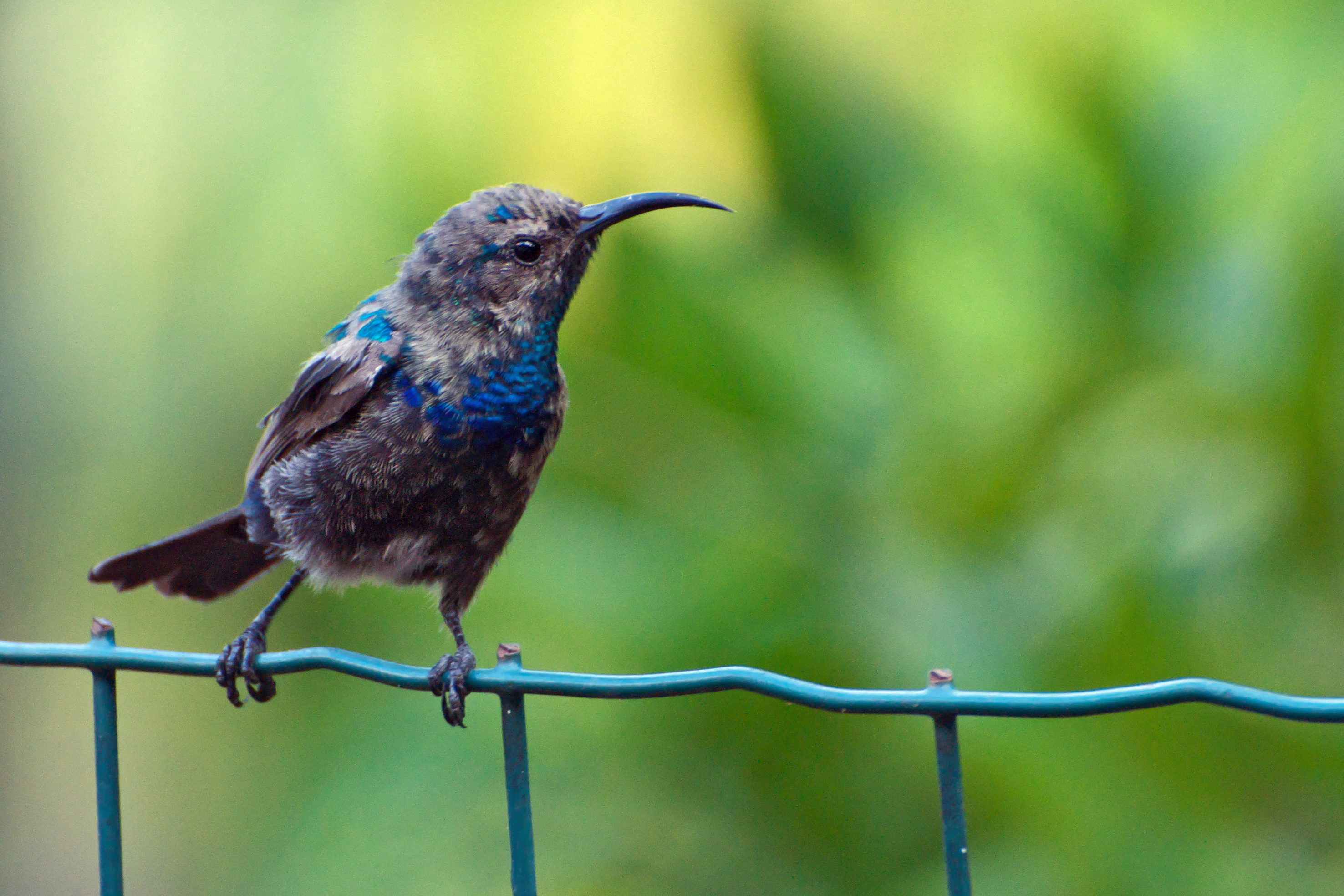
طائر تمير الفلسطيني، الموطن في فلسطين

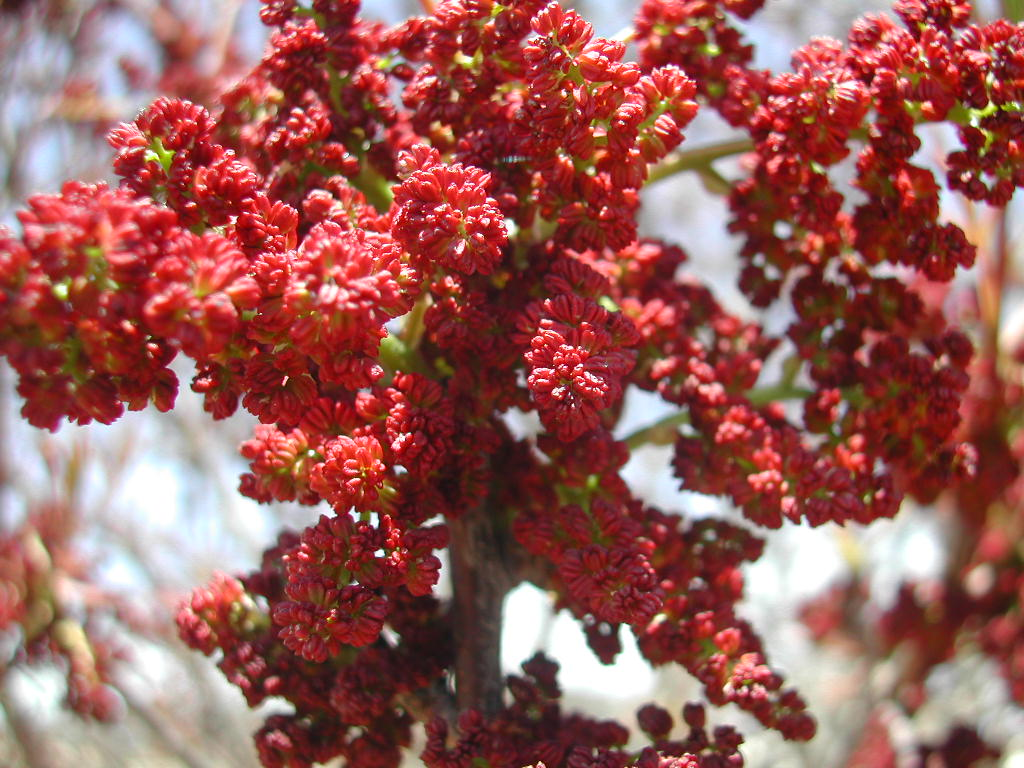
نورة بطم تربنتيني (Pistacia terebinthus), وهي شجرة موطنها فلسطين

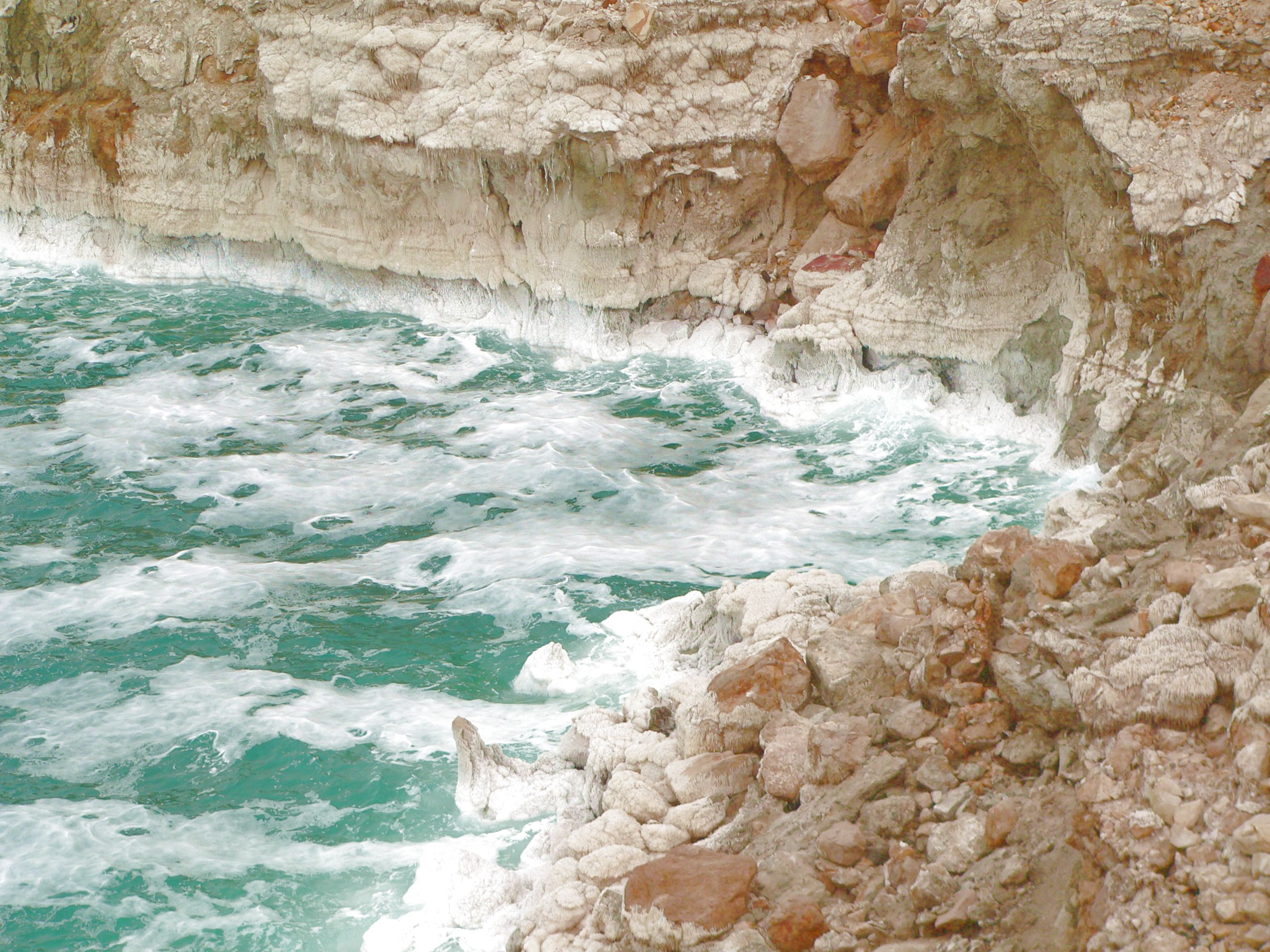
البحر الميت في يوم عاصف، مع رواسب ملحية على المنحدرات

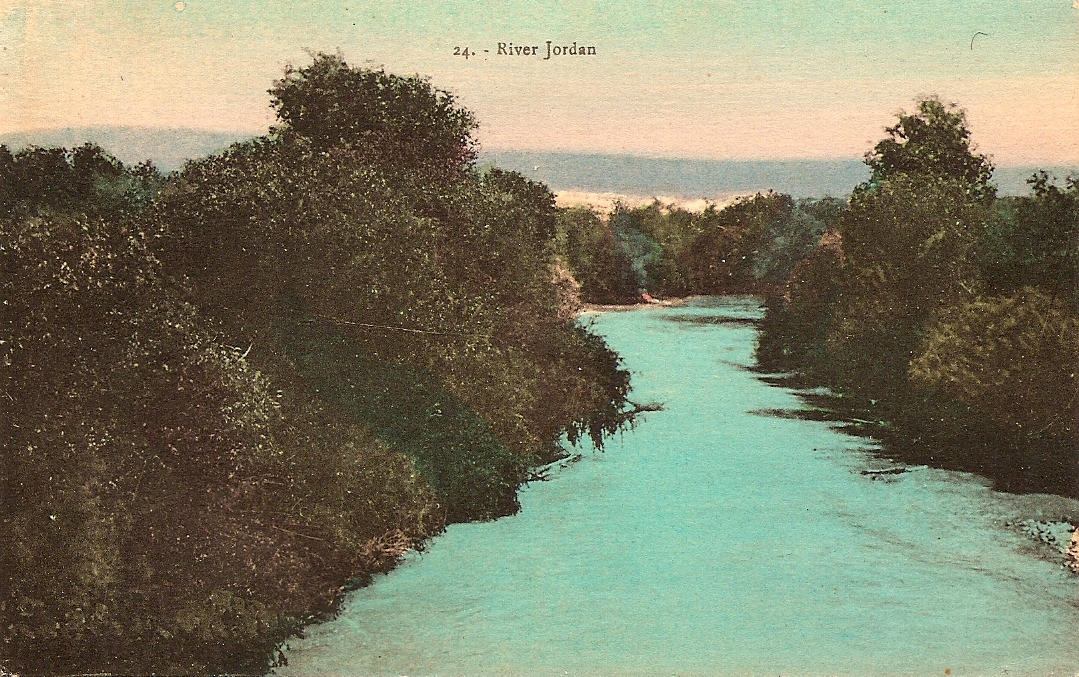
بطاقة بريدية ملوّنة لنهر الأردن بعدسة كريمة عبود حوالي عام 1925.

** قائمة محميات المحيط الحيوي في فلسطين

** قائمة الحدائق الوطنية في فلسطين
- الحياة البرية في فلسطين

** النباتات في فلسطين

*** قائمة النباتات المحلية في فلسطين (أ-د)

*** قائمة النباتات المحلية في فلسطين (هـ-ع)

*** قائمة النباتات المحلية في فلسطين (ف-ي)

**** الصبار

** الحيوانات في فلسطين

*** سمندر مائي مخطط جنوبي

*** رعاشة الآنسة السورية

*** تلسكوب هوغسترالي

*** قائمة طيور فلسطين

*** قائمة الثدييات في فلسطين

**** ابن عرس منتن مجزع

**** الضبع المخطط
- شبكة المنظمات الأهلية البيئية الفلسطينية

#### الخصائص الجغرافية الطبيعية لفلسطين
- أنهار الجليد في فلسطين: لا يوجد
- جزر فلسطين: لا يوجد
- قائمة البحيرات في الأراضي الفلسطينية
** البحر الميت 
** البحر الأبيض المتوسط
** نهر الأردن 
*** السياسات المائية في حوض نهر الأردن 
**** خطة تحويل منابع نهر الأردن 
** وادي الفارعة 
** شلالات فلسطين
- الآبار في فلسطين

** جب يوسف (بئر يوسف)
الوديان في فلسطين:
وادي الصدع الأردني

 وادي الأردن

 وادي القلط

 قرى مسماة على اسم وديان

 وادي العرايس

وادي عارة، حيفا (أُخليت عام 1948)

 وادي الفارعة

 وادي فوكين

#### التقسيمات الإدارية في فلسطين
- مناطق الضفة الغربية حسب اتفاقية أوسلو الثانية

##### التقسيمات الإدارية لفلسطين
- محافظات فلسطين: 16 محافظة (11 في الضفة الغربية، 5 في غزة)
  - محافظة القدس: منطقة القدس
  - محافظة بيت لحم: منطقة بيت لحم
  - محافظة دير البلح: منطقة دير البلح
  - محافظة غزة: منطقة غزة
  - محافظة الخليل: منطقة الخليل
  - محافظة جنين: منطقة جنين
  - محافظة أريحا: منطقة أريحا
  - محافظة خان يونس: منطقة خان يونس
  - محافظة نابلس: منطقة نابلس
  - محافظة شمال غزة: منطقة شمال غزة
  - محافظة قلقيلية: منطقة قلقيلية
  - محافظة رفح: منطقة رفح
  - محافظة رام الله والبيرة: منطقة رام الله والبيرة
  - محافظة سلفيت: منطقة سلفيت
  - محافظة طوباس: منطقة طوباس
  - محافظة طولكرم: منطقة طولكرم
- قائمة المدن الخاضعة للإدارة الفلسطينية

** قائمة مدن قطاع غزة

### الديموغرافيا في فلسطين
- التركيبة السكانية في فلسطين

** الجهاز المركزي للإحصاء الفلسطيني

## فلسطين والأمم المتحدة
- قرار تقسيم فلسطين

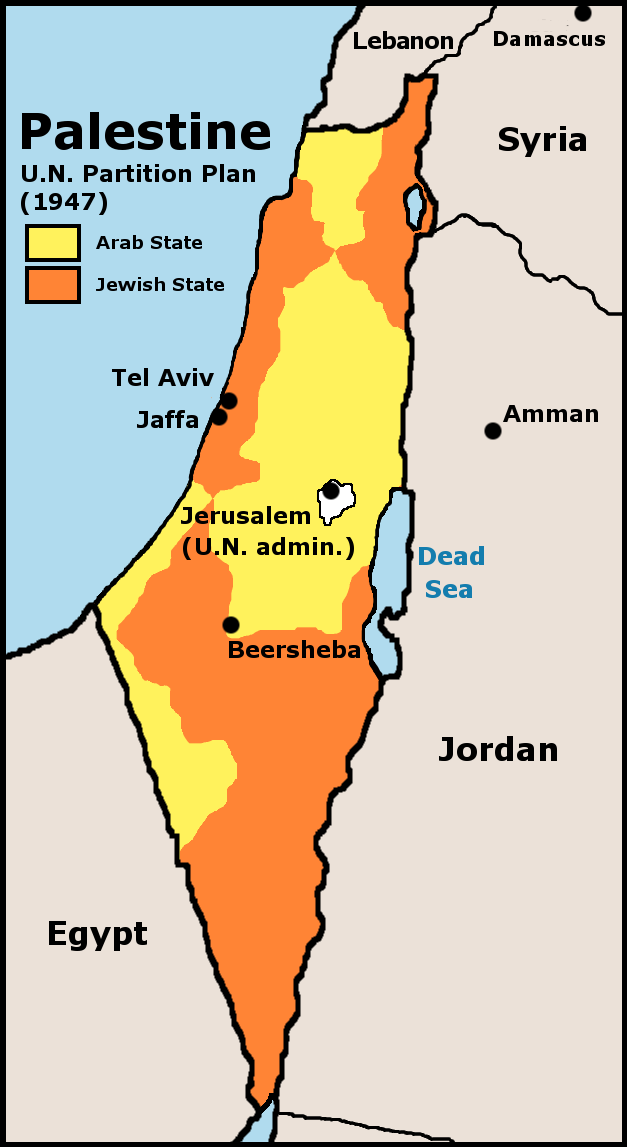
خطة الأمم المتحدة لتقسيم فلسطين عام 1947

- لجنة الأمم المتحدة الخاصة بشأن فلسطين
- وكالة الأمم المتحدة لإغاثة وتشغيل اللاجئين الفلسطينيين في الشرق الأدنى
- قرارات الأمم المتحدة المتعلقة بفلسطين
- لجنة ممارسة الشعب الفلسطيني لحقوقه غير القابلة للتصرف
  - لجنة ممارسة الشعب الفلسطيني لحقوقه غير القابلة للتصرف
- اليوم الدولي للتضامن مع الشعب الفلسطيني
- حق العودة الفلسطيني
- فلسطين والأمم المتحدة

## العضوية في المنظمات الدولية

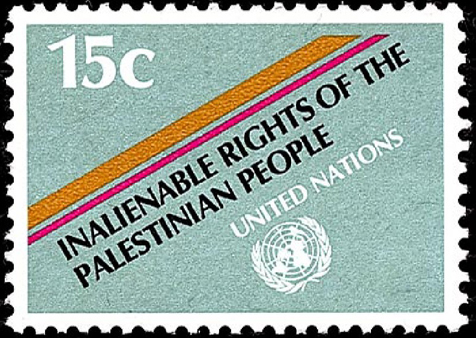
طابع بريد للأمم المتحدة يخلد حقوق الشعب الفلسطيني غير القابلة للتصرف

تتمتع فلسطين بعضوية كاملة أو بصفة مراقب في عدد من المنظمات الدولية. وفي منظمات أخرى، تشارك فلسطين تحت تسميات أخرى مثل منظمة التحرير الفلسطينية أو السلطة الوطنية الفلسطينية.
- الصندوق العربي للإنماء الاقتصادي والاجتماعي
- جامعة الدول العربية
- صندوق النقد العربي
- مجلس الوحدة الاقتصادية العربية
- الفيفا (الاتحاد الآسيوي لكرة القدم)
- مجموعة الـ77
- اللجنة الأولمبية الدولية
- اتحاد النقابات الدولي (عضو منتسب عبر الاتحاد العام لنقابات عمال فلسطين)
- الاتحاد الدولي للاتصالات (صفة مراقب بدون حق تصويت)
- المنظمة الدولية للمعايير
- اللجنة البارالمبية الدولية
- الاتحاد الدولي لجمعيات الصليب الأحمر والهلال الأحمر
- اللجنة الدولية للصليب الأحمر
- البنك الإسلامي للتنمية
- منظمة التعاون الإسلامي
- حركة عدم الانحياز
- الأمم المتحدة (صفة مراقب)
  - المجموعات الإقليمية للأمم المتحدة
  - لجنة الأمم المتحدة الاقتصادية والاجتماعية لغرب آسيا
- يونسكو
- منظمة الأمم المتحدة للتنمية الصناعية
- الاتحاد البريدي العالمي
- منظمة الصحة العالمية (صفة مراقب)
- المنظمة العالمية للملكية الفكرية
- منظمة حظر الأسلحة الكيميائية
- المحكمة الجنائية الدولية
- الإنتربول
- الأونكتاد
- يونيسف
- الاتحاد البرلماني الدولي

### المساعدات الدولية لفلسطين
- المساعدات الدولية للفلسطينيين

### حركات التضامن الدولية
- قائمة منظمات التضامن مع فلسطين
  - لجان فلسطين
  - شبكة التضامن مع فلسطين في ملبورن
  - حملة التضامن مع فلسطين
  - حركة التضامن مع فلسطين
  - حملة التضامن مع فلسطين في اسكتلندا

### القانون والنظام في فلسطين
القانون في فلسطين
- الميثاق الوطني الفلسطيني
- الجريمة في فلسطين
- حقوق الإنسان في فلسطين
  - حرية الدين في فلسطين
  - معاملة المثليين في فلسطين
  - الزواج في فلسطين
  - منظمات حقوق الإنسان في فلسطين
    - مركز الميزان لحقوق الإنسان
    - المركز الفلسطيني لحقوق الإنسان
    - المجموعة الفلسطينية لمراقبة حقوق الإنسان

  - سجل حقوق الإنسان لإسرائيل في فلسطين
    - القانون الدولي والمستوطنات الإسرائيلية
    - شرطة فلسطين
- الدعارة في فلسطين

### القوات المسلحة الفلسطينية
الجيش الفلسطيني
- القيادة
  - القائد العام: غير متوفر
    - وزارة الدفاع الفلسطينية: غير متوفرة
- القوات
  - الجيش: غير متوفر
  - البحرية: غير متوفر
  - القوات الجوية: غير متوفر
  - القوات الخاصة الفلسطينية
- التاريخ العسكري لفلسطين
  - جيش الإنقاذ
  - جيش الجهاد المقدس
- الرتب العسكرية: غير متوفرة

### القوات شبه العسكرية الفلسطينية
قوات الأمن الوطني الفلسطيني
- جهاز الأمن الوقائي

### الفصائل الفلسطينية غير النظامية
- كتائب شهداء الأقصى (الجناح العسكري لحركة فتح)
- سرايا القدس (الجناح العسكري لحركة حركة الجهاد الإسلامي في فلسطين)
- كتائب الشهيد عز الدين القسام (الجناح العسكري لحركة حركة حماس)
- الجبهة الشعبية لتحرير فلسطين – القيادة العامة (جناح الجبهة الشعبية)
- لجان المقاومة الشعبية
- صناعة الأسلحة المحلية في فلسطين
  - صاروخ القسام
  - صاروخ القدس
    - الهجمات الصاروخية الفلسطينية على إسرائيل

  - الياسين (آر بي جي)
  - آر بي جي البنا
  - آر بي جي بَتَّار

### المنظمات المدنية الدولية في فلسطين
- بعثة الاتحاد الأوروبي للمساعدة الحدودية في رفح
- البعثة الأوروبية لمساندة الشرطة الفلسطينية
- التواجد الدولي المؤقت في الخليل

## تاريخ فلسطين

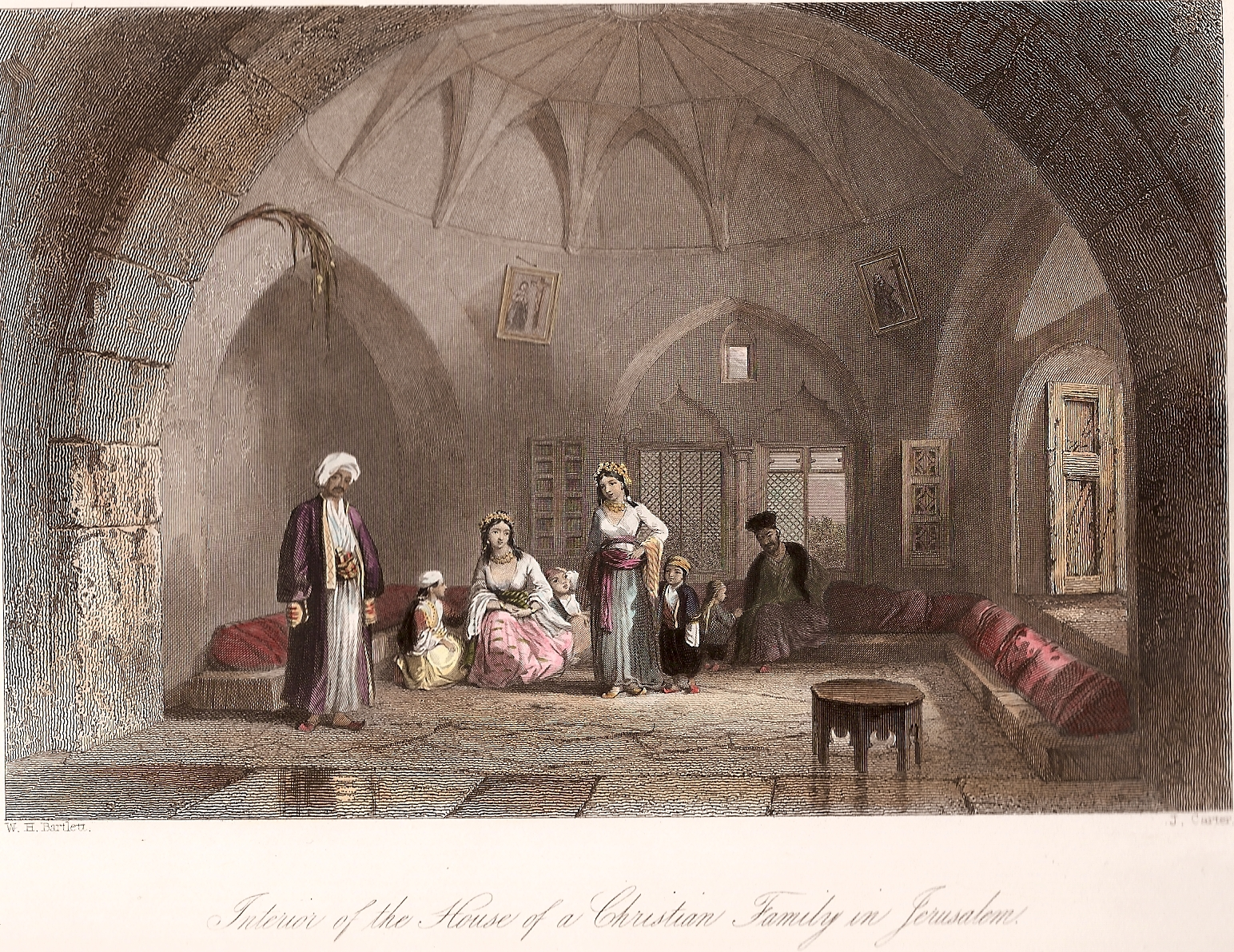
الجزء الداخلي لمنزل عائلة مسيحية فلسطينية في القدس، بريشة ويليام هنري بارتليت، حوالي عام 1850

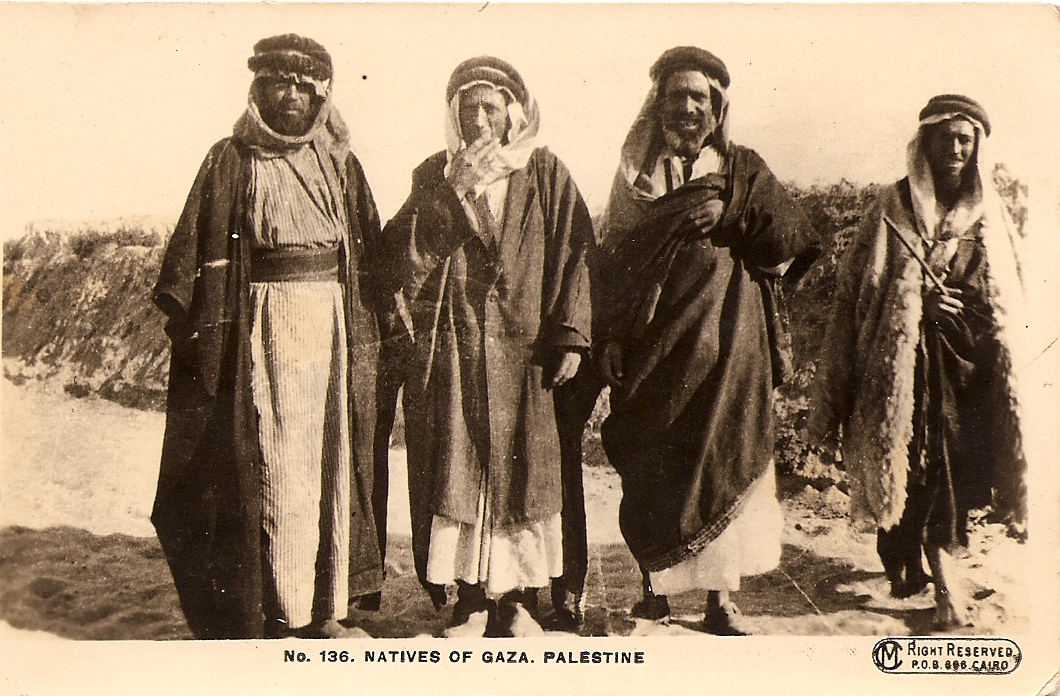
بطاقة بريدية قديمة لرجال من مدينة غزة، فلسطين

- - تاريخ الطوابع البريدية والبريد في فلسطين
- التاريخ العسكري لفلسطين
  - حملة سيناء وفلسطين (1915–1918)
  - معركة مجدو (1918)
  - انتفاضة موسم النبي موسى
  - اضطرابات يافا
  - ثورة البراق
  - الثورة العربية في فلسطين 1936-1939
  - القصف الإيطالي على فلسطين
  - حرب فلسطين 1947–1949
  - النكبة
  - حرب 1967 (النكسة)
    - مذبحة كفر قاسم

  - حرب 1967
  - تهجير الفلسطينيين 1967
  - معركة الكرامة
  - أيلول الأسود (1970)
  - الحرب الأهلية اللبنانية
    - حرب لبنان 1982
    - مجزرة صبرا وشاتيلا

  - الانتفاضة الفلسطينية الثانية (2000–2005)
    - مجزرة جنين
    - اجتياح نابلس (2002)
    - حصار كنيسة المهد (2002)

  - صراع إسرائيل وغزة
- التاريخ السياسي لفلسطين
  - تقسيم الدولة العثمانية
  - تاريخ الصراع العربي الإسرائيلي
  - الانتداب البريطاني على فلسطين
  - اللجنة العربية العليا
  - حكومة عموم فلسطين
  - منظمة التحرير الفلسطينية
  - عملية السلام الإسرائيلية الفلسطينية
  - السلطة الوطنية الفلسطينية
  - خارطة طريق السلام

## الثقافة الفلسطينية
- علم الآثار في فلسطين
  - متحف غزة للآثار
- العمارة في فلسطين
  - قصر عبد الهادي
  - قصر هشام
  - قصر جاسر
  - خان التجار (نابلس)
  - قصر المنية
  - برج الساعة (نابلس)
  - قصر الباشا
- زي تقليدي فلسطيني
- مطبخ فلسطيني
- مهرجانات فلسطين
  - عاصمة الثقافة العربية (القدس)
  - مهرجان بوسطن للفيلم الفلسطيني
  - مهرجان شيكاغو للفيلم الفلسطيني
  - عيد القديس جاورجيوس
  - مهرجان عنب خضر
  - خميس الأموات
  - احتفالية فلسطين للأدب
  - النبي موسى (قبل 1948)
  - النبي روبين (الرملة) (قبل 1948)
  - النبي يوشع (قبل 1948)
- لغات فلسطين
  - اللهجة الفلسطينية
- الاتصالات في فلسطين
  - الصحافة المطبوعة في فلسطين
    - جريدة الأيام (فلسطين)
    - الهدف (مجلة)
    - الانتفاضة الالكترونية
    - جريدة غزة الأسبوعية
    - صحيفة الحياة الجديدة
    - الحرية (صحيفة فلسطينية)

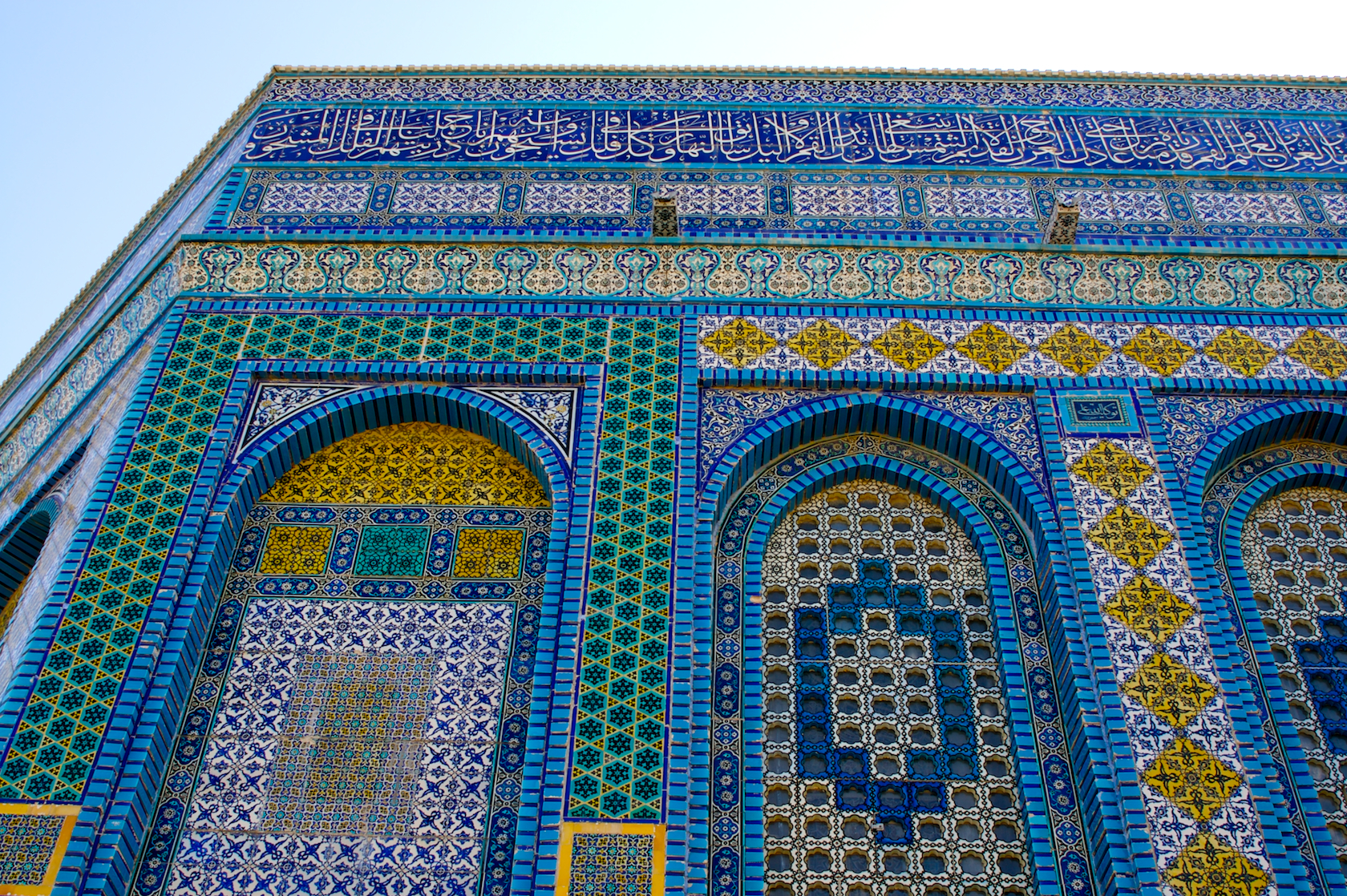
تفاصيل الفسيفساء على قبة الصخرة في البلدة القديمة بالقدس

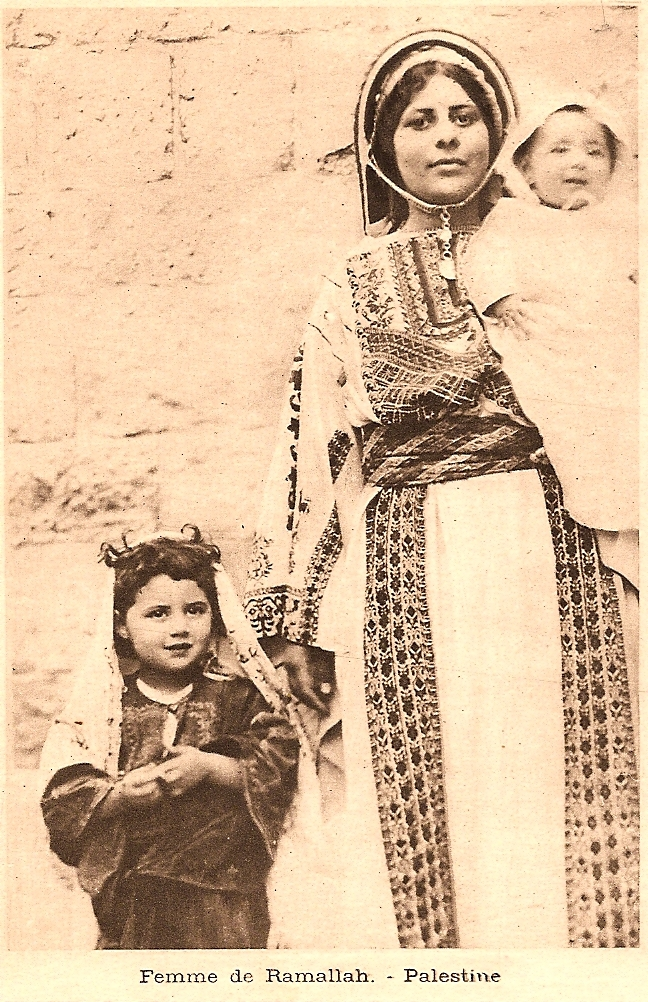
بطاقة بريدية قديمة تُظهر امرأة ترتدي زي تقليدي فلسطيني وأطفالاً من رام الله خلال الانتداب البريطاني على فلسطين

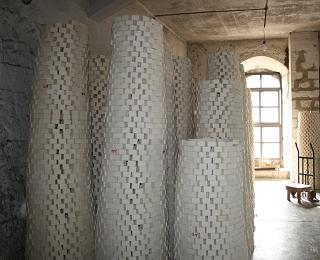
صابون نابلسي، أحد الحرف اليدوية الفلسطينية، موضوع للتجفيف في مصنع "الجمل" في نابلس عام 2008

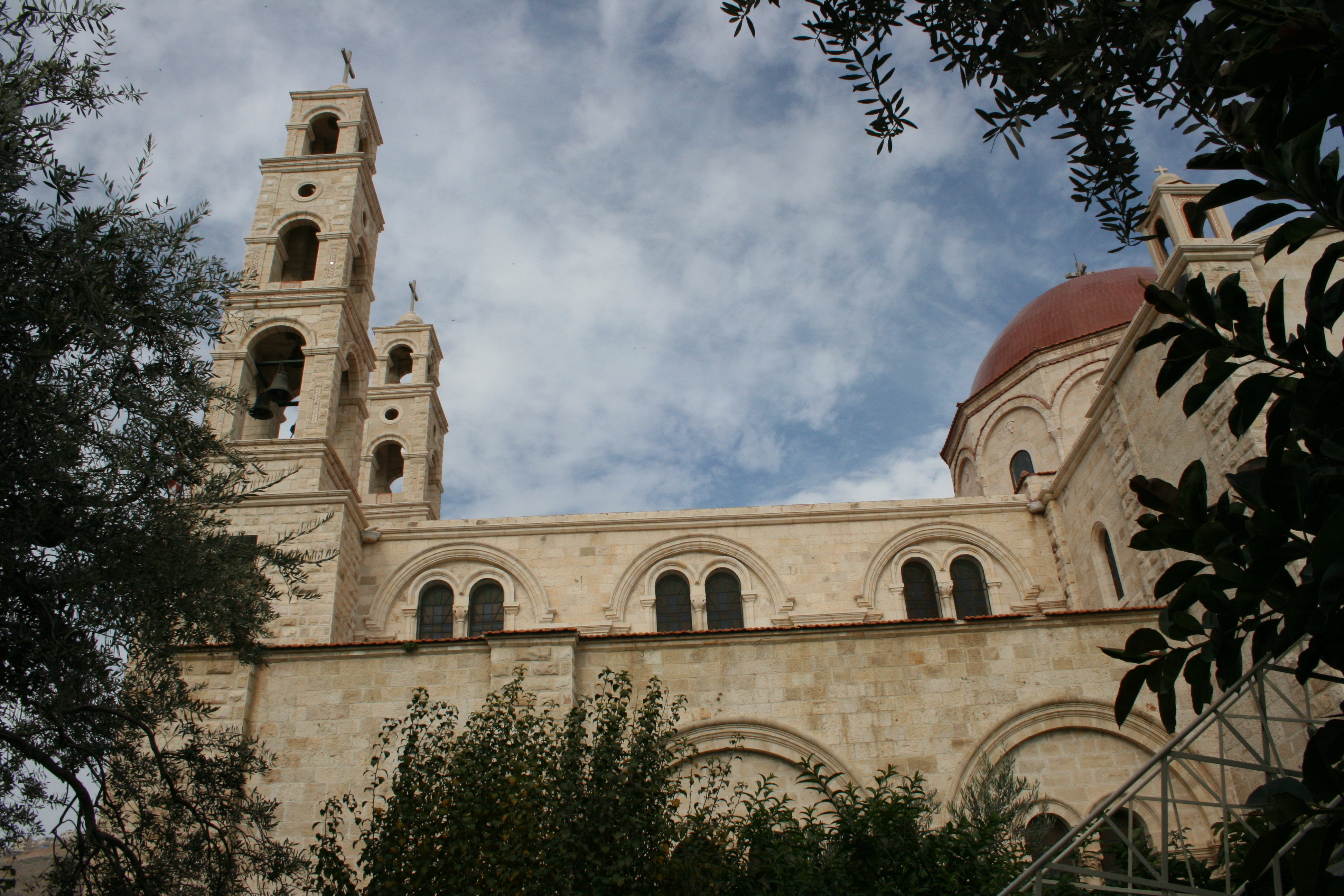
كنيسة بئر يعقوب (بئر يعقوب) في نابلس، الضفة الغربية

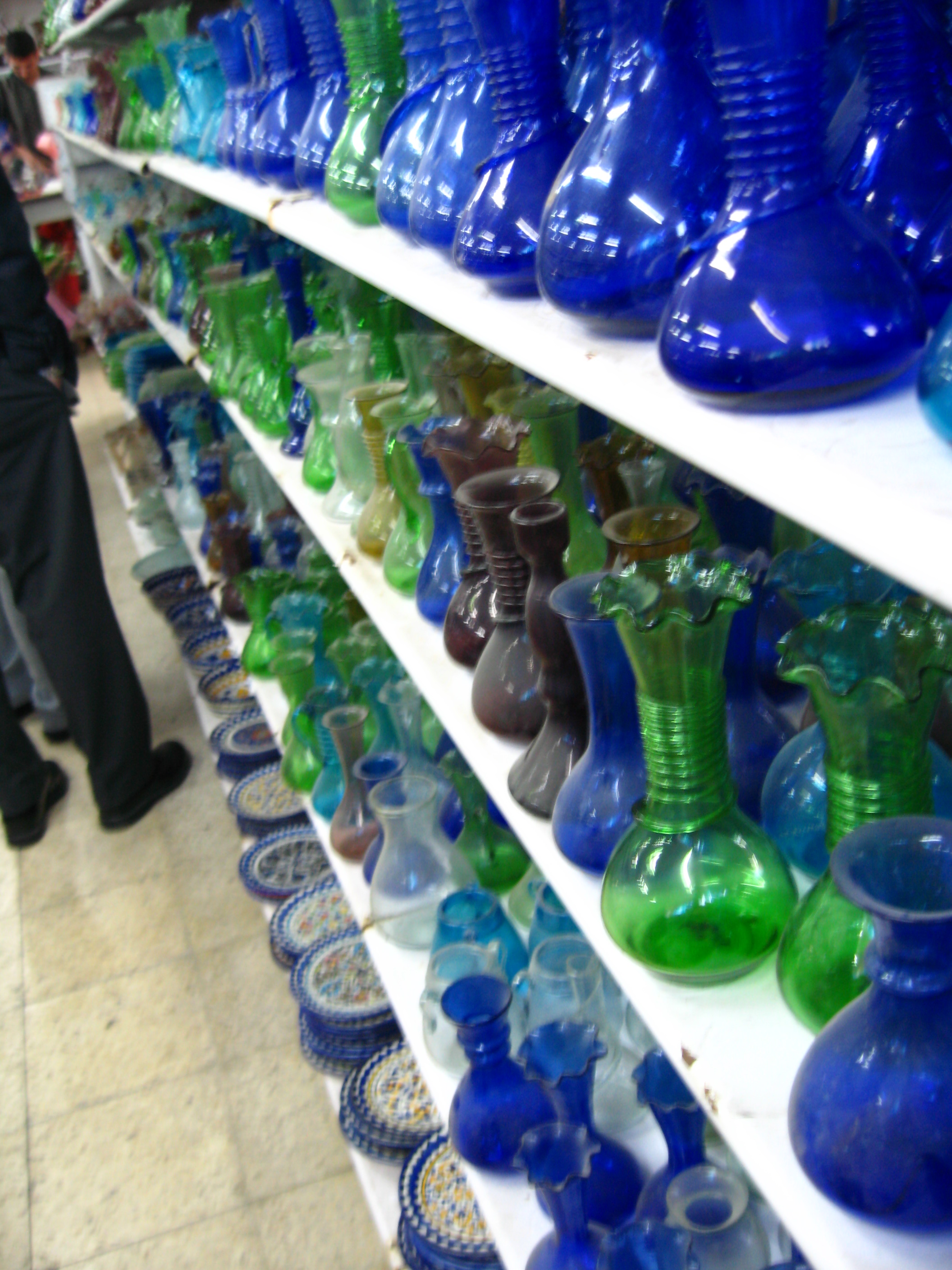
زجاج الخليل معروض في محل بمدينة الخليل، الضفة الغربية

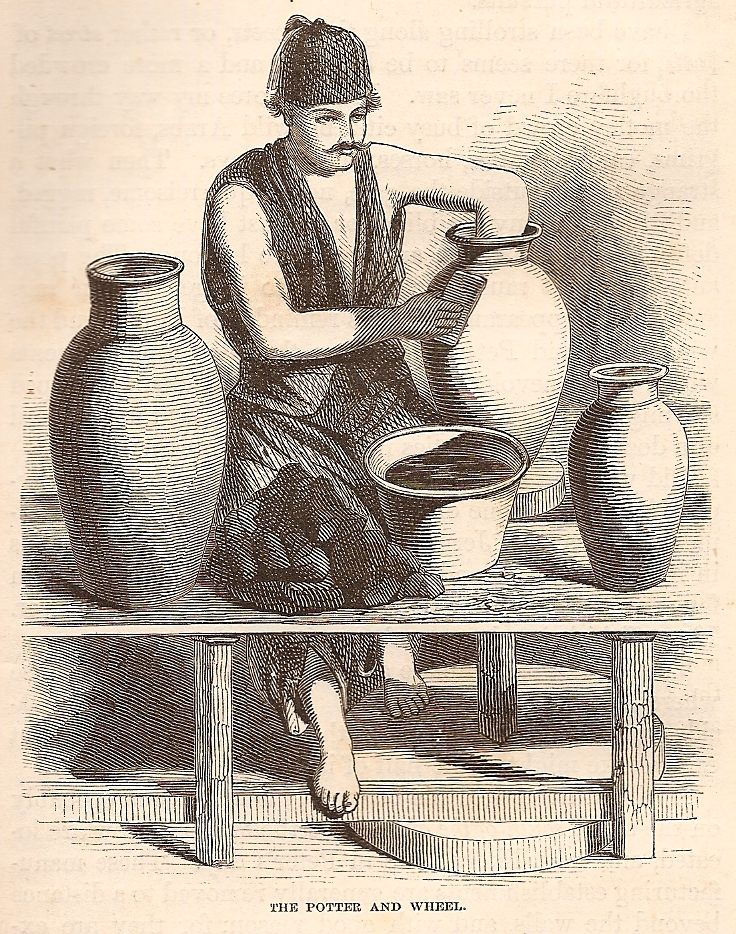
رسم يُظهر صناعة فخار شامي في يافا، فلسطين عام 1859، بعنوان "الخزاف وعجلة الفخار"

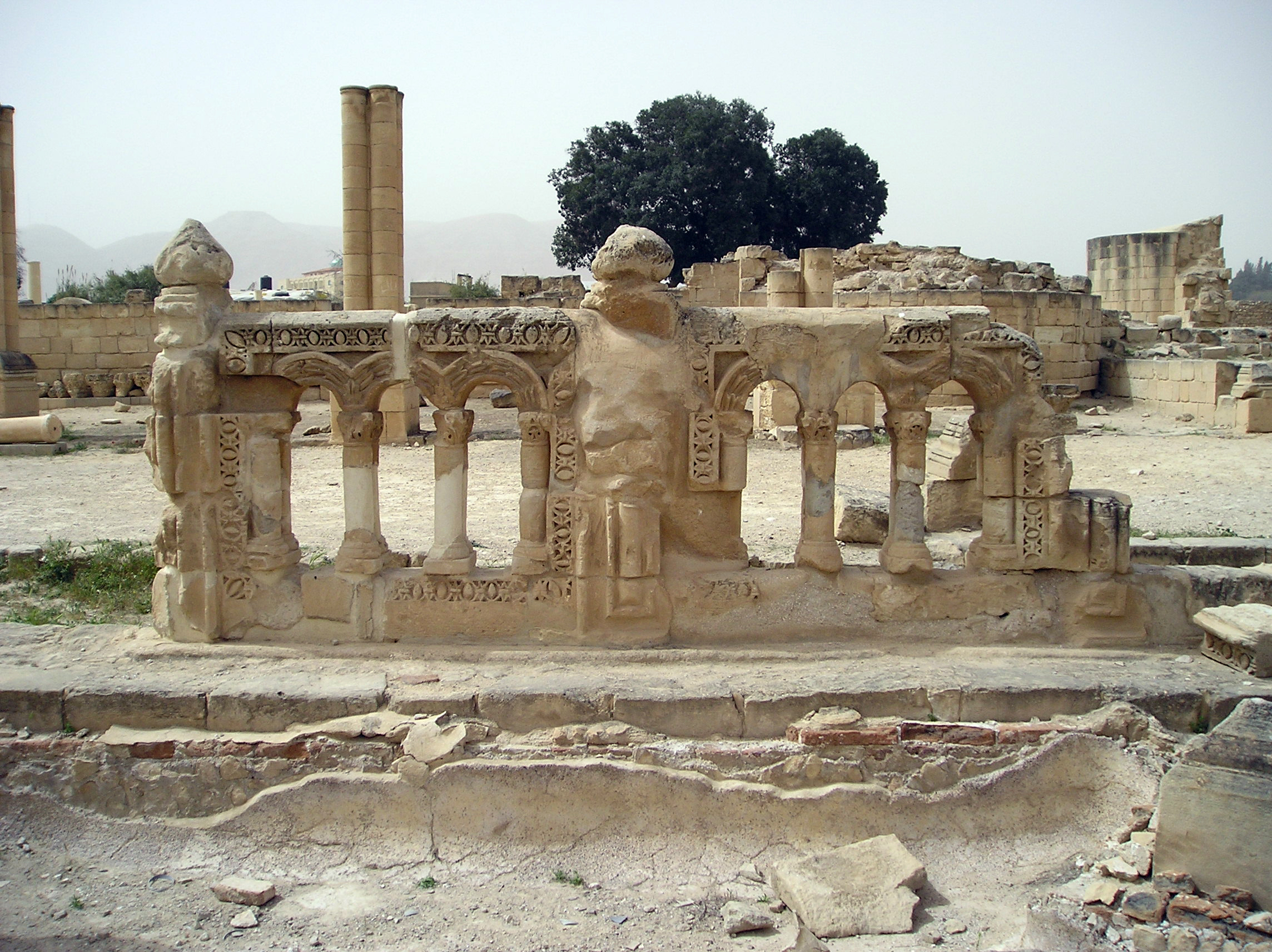
أطلال خربة المفجر، قصر من العصر الأموي في أريحا، الضفة الغربية

    - المركز الدولي الإعلامي للشرق الأوسط
    - الكرمل
    - شبكة فلسطين الإخبارية
    - فلسطين تايمز
    - جريدة القدس
    - القدس العربي
    - فلسطين الشباب
    - صوت الجماهير

  - الهيئة العامة للإذاعة والتلفزيون (فلسطين)
  - الراديو في فلسطين
    - محطة إذاعة الشرق الأدنى
    - رام إف إم (الضفة الغربية)
    - صوت فلسطين

  - التلفزة في دولة فلسطين
    - قناة الأقصى
    - القناة الفضائية الفلسطينية
- رموز فلسطين الوطنية
  - شعار دولة فلسطين
  - علم فلسطين
  - الكوفية
  - النشيد الوطني الفلسطيني
  - القومية الفلسطينية
  - الصمود
- الفلسطينيون
  - الفلسطينيون النازحون داخلياً
  - الشتات الفلسطيني
  - الأسرى الفلسطينيون في إسرائيل
  - اللاجئون الفلسطينيون
  - قائمة الفلسطينيين البارزين
- العطل الوطنية في فلسطين
  - يوم الأرض
  - يوم النكبة
  - يوم النكسة
- قائمة الأرقام القياسية في فلسطين
- الدين في فلسطين
  - المسيحية في فلسطين
    - الكنيسة الأرثوذكسية الشرقية
      - بطريركية الروم الأرثوذكس
        - أخوية القبر المقدس
          - بطريرك القدس للروم الأرثوذكس
            - الأرثوذكس العرب
              - كنيسة المهد
              - كنيسة القديس برفيريوس
              - دير القديس جاورجيوس، الخضر
              - دير الأربعين

    - الأرثوذكسية المشرقية
      - بطريركية الأرمن في القدس

    - الكنيسة اللاتينية
      - البطريركية اللاتينية في القدس
        - كنيسة القديس لعازر

    - الكنائس الكاثوليكية الشرقية
      - الكنيسة الملكية الكاثوليكية

    - الاتحاد الأنغليكاني
      - الكنيسة الأسقفية في القدس والشرق الأوسط
        - الأسقفية الألمانية الأنغليكانية في القدس
          - الأسقف الأنغليكاني للقدس

    - البروتستانتية
      - المشيخية
        - سابيل
        - كنيسة اسكتلندا
          - كنيسة القديس أندراوس في القدس

    - كنيسة القيامة

  - الإسلام في فلسطين
    - الأحمدية في فلسطين
    - الوقف الإسلامي
      - الوقف الإسلامي في القدس
        - المسجد الأقصى
          - الجامع القبلي
          - قبة الصخرة
            - قبة السلسلة

          - حفريات جبل الهيكل

        - العمارة العثمانية الوقفية
          - تكية خاصكي سلطان

      - الحي المغربي
      - سبيل أبو نبوت
      - قائمة مساجد فلسطين
        - الجامع الكبير في غزة
        - الجامع الكبير في نابلس
        - الجامع الحميدي
        - مسجد ابن مروان
        - مسجد ابن عثمان
        - الجامع الأخضر
        - مسجد المحمودية
        - مسجد عمر (بيت لحم)
        - جامع النصر
        - جامع السيد هاشم
        - جامع السلطان إبراهيم بن أدهم
        - مسجد أم الناصر
        - جامع الولاية

    - المجلس الإسلامي الأعلى

  - أماكن مقدسة للمسيحيين واليهود والمسلمين
    - الحرم الإبراهيمي (مغارة المكفيلة)
    - قبر يوسف
    - بئر يعقوب (مقدسة أيضاً لدى السامريون)
    - قبر راحيل (بلال بن رباح)
    - قبر النبي صموئيل (النبي صموئيل)

  - اليهود في فلسطين
    - كنس يهودية في فلسطين
      - الكنيس القديم في غزة

  - السامريون في فلسطين
  - الأحمدية في فلسطين

### الفن في فلسطين
- الفن الفلسطيني
- المتاحف في فلسطين
  - متحف البد
  - متحف بيتنا التلحمي
- السينما الفلسطينية
  - سينما جنين
- الحرف اليدوية الفلسطينية
- الأدب الفلسطيني
- الموسيقى الفلسطينية
  - عتابا
  - معهد إدوارد سعيد الوطني للموسيقى
  - الهيب هوب في فلسطين
- المسرح الفلسطيني
  - مسرح وسينماتك القصبة
  - مسرح الحكواتي

## الحكومة والسياسة في فلسطين

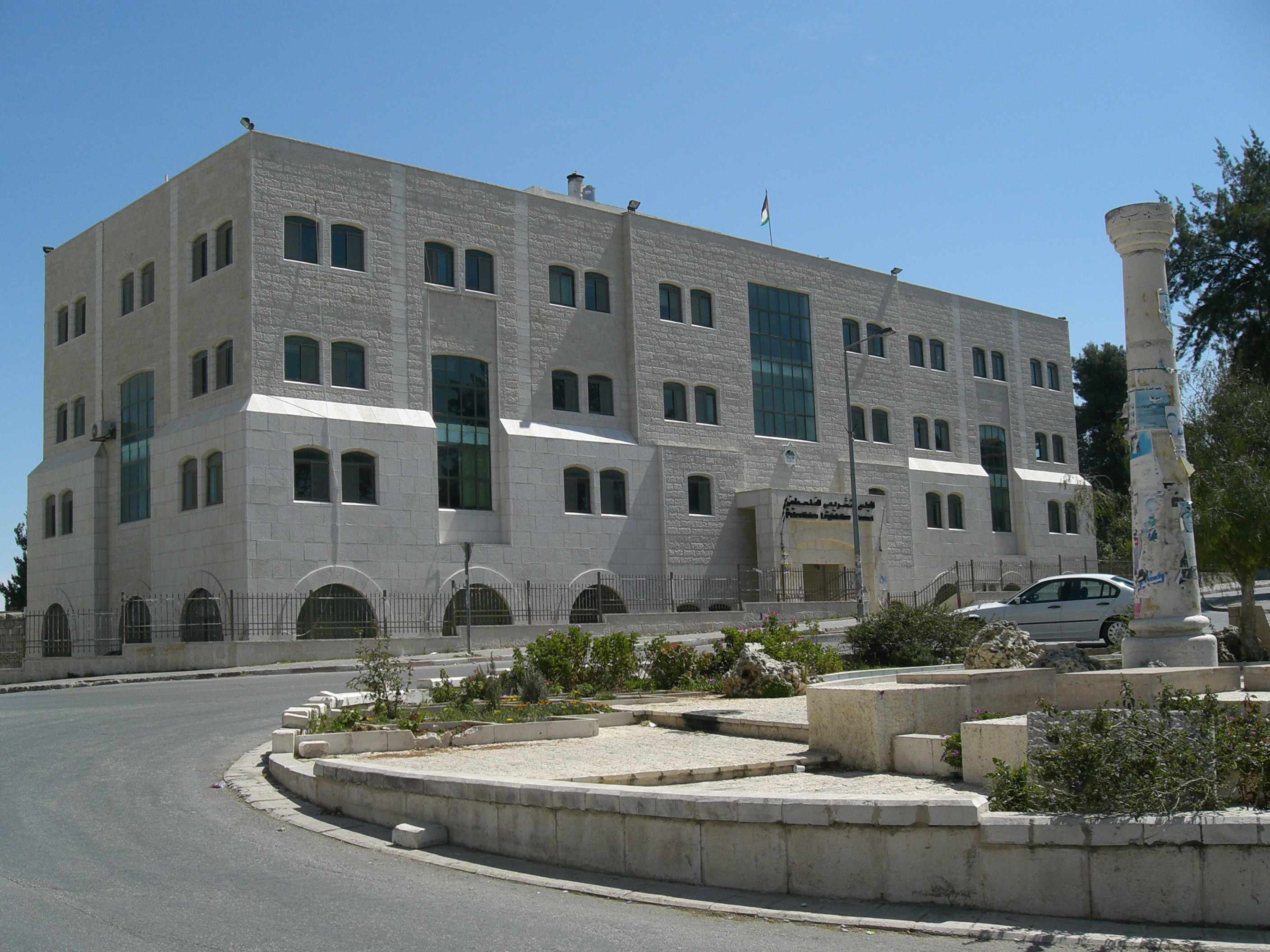
مبنى المجلس التشريعي الفلسطيني في رام الله

- نظام الحكم: نظام شبه رئاسي وديمقراطية برلمانية[2]

- عاصمة فلسطين:

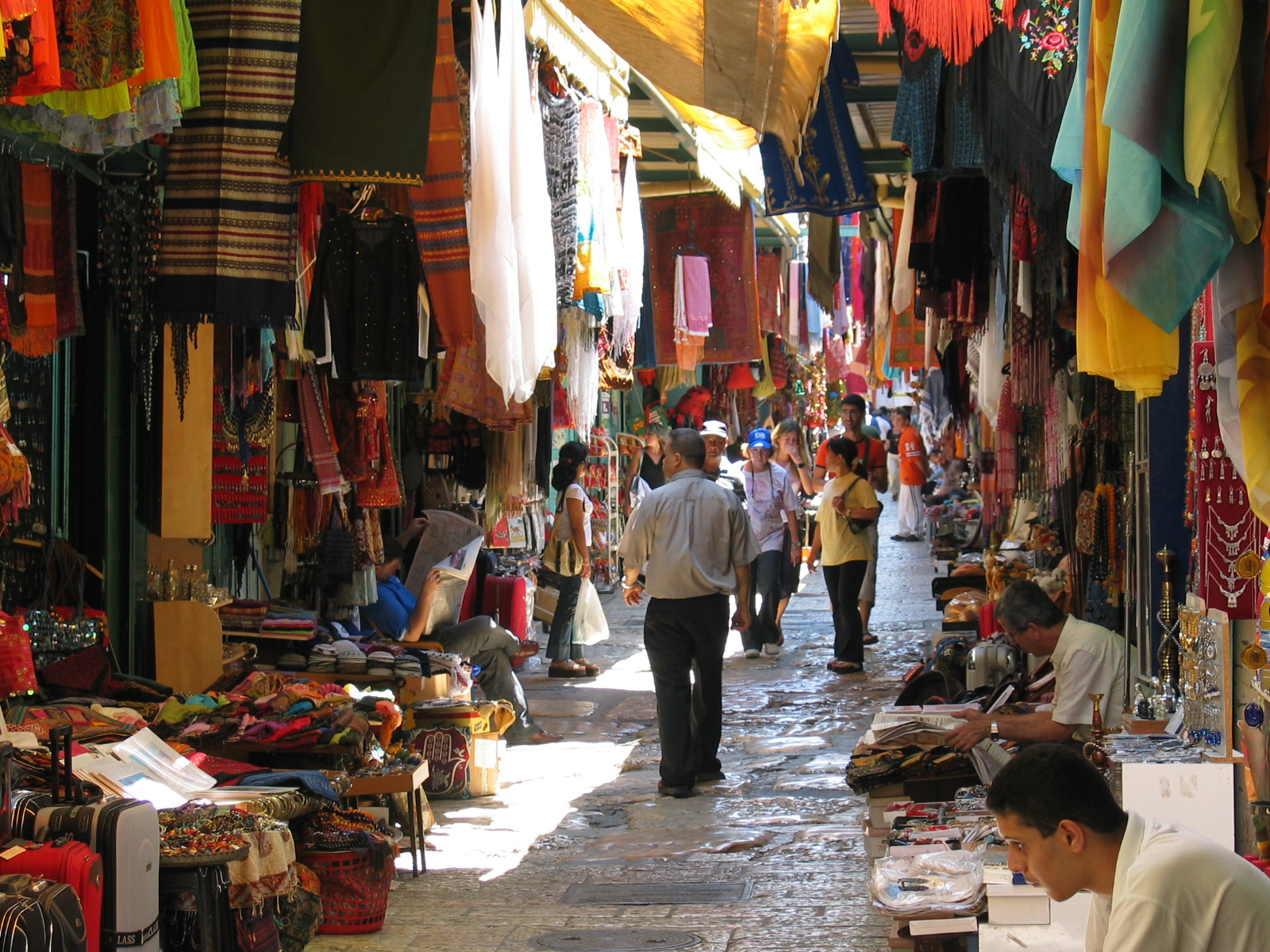
السوق في البلدة القديمة بالقدس، التي يعلنها كل من الفلسطينيين والإسرائيليين عاصمة لهم

** العاصمة المُعلنة: القدس الشرقية (تُعلنها إسرائيل أيضاً عاصمة لها)

** العاصمة بحكم الواقع: رام الله
- الانتخابات العامة الفلسطينية المقبلة
- الحكومة الفلسطينية

** الحكومة الفلسطينية 2013

** حكومة الوحدة الوطنية الفلسطينية 2014
- قائمة الأحزاب السياسية في فلسطين

** أحزاب منظمة التحرير
- الضرائب في فلسطين

### فروع الحكومة الفلسطينية
- - رئيس دولة فلسطين: محمود عباس
  - رئيس وزراء فلسطين: رامي الحمد الله

ملاحظة: نتيجة الصراع بين فتح وحماس، يوجد خلاف حول الرئاسة ورئاسة الوزراء.
- - الوزارات الفلسطينية

*** وزارة التربية والتعليم العالي الفلسطينية

*** وزارة الخارجية الفلسطينية

*** وزارة المالية الفلسطينية

*** وزارة الصحة الفلسطينية

*** وزارة الداخلية الفلسطينية

*** وزارة التخطيط الفلسطينية

#### السلطة التشريعية الفلسطينية
- المجلس التشريعي الفلسطيني (فلسطين، أحادي الغرفة)
- المجلس الوطني الفلسطيني (م.ت.ف، أحادي الغرفة، برلمان في المنفى[3])

#### السلطة القضائية الفلسطينية
- وفقًا لدستور فلسطين، جميع المحاكم يجب أن تكون مستقلة.

### الحكم المحلي في فلسطين
- البلديات في السلطة الفلسطينية
- المقاطعة

### العلاقات الخارجية لفلسطين
- العلاقات الخارجية لفلسطين

** العلاقات بين الكرسي الرسولي وفلسطين

** العلاقات الفلسطينية الهندية

** العلاقات الإيرانية الفلسطينية

** العلاقات الروسية الفلسطينية

** العلاقات الباكستانية الفلسطينية

** العلاقات الرومانية الفلسطينية
- قائمة البعثات الدبلوماسية في فلسطين
- قائمة البعثات الدبلوماسية الفلسطينية

### الرياضة في فلسطين
الرياضة في فلسطين
- كرة القدم في فلسطين
  - منتخب فلسطين لكرة القدم
  - الاتحاد الفلسطيني لكرة القدم
    - ملعب فيصل الحسيني الدولي
    - ملعب فلسطين
- الحمامات الشعبية
  - حمام السمرة
- اللجنة الأولمبية الفلسطينية
  - فلسطين في الألعاب الأولمبية
- فلسطين في الألعاب البارالمبية
- الكشافة
- المرشدات

## الاقتصاد والبنية التحتية في فلسطين
- - اقتصاد غزة

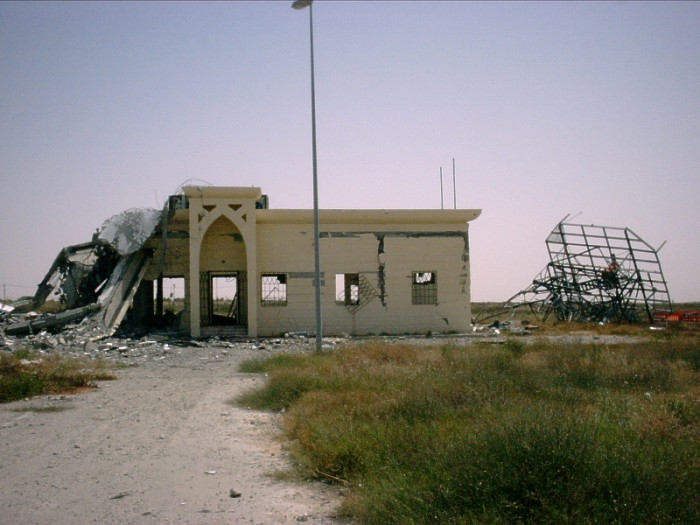
مطار ياسر عرفات الدولي في غزة. تضرر بشدة نتيجة غارة جوية إسرائيلية عام 2001، ولا يزال مغلقاً منذ ذلك الحين.

- المرتبة الاقتصادية حسب الناتج المحلي الإجمالي الاسمي (2007): 134 عالميًا
- الزراعة في فلسطين
- البنوك في فلسطين
  - البنك العربي
  - البنك الوطني الفلسطيني
- الاتصالات في فلسطين
  - الإنترنت في فلسطين
  - قائمة أرقام الهاتف في فلسطين
- قائمة شركات فلسطين
  - جي.هو.ست
  - الخطوط الجوية الفلسطينية (متوقفة)
  - مجموعة الاتصالات الفلسطينية
  - مخمرة الطيبة
- الاتحاد العام لنقابات عمال فلسطين
- منظمات التجارة العادلة في فلسطين
  - كنعان للتجارة العادلة
  - جمعية فلسطين للتجارة العادلة
  - زيتون (منظمة)
- العملة في فلسطين: الدينار الأردني / شيكل إسرائيلي جديد
- الطاقة في فلسطين
- التعدين في فلسطين
- الساحات العامة في فلسطين
  - ساحة المهد
  - ساحة فلسطين
  - نصب الجندي المجهول
- السياحة في فلسطين
  - مجموعة السياحة البديلة
- النقل في فلسطين
  - قائمة مطارات فلسطين
    - مطار ياسر عرفات الدولي (1998–2001)

  - السكك الحديدية في فلسطين
  - ميناء غزة
  - الطرق في فلسطين
    - شارع 57
    - شارع عمر المختار
    - شارع النجمة
    - شارع الوحدة
- إمدادات المياه والصرف الصحي في فلسطين
- سوق فلسطين للأوراق المالية

## الرعاية الصحية في فلسطين
- جمعية الهلال الأحمر الفلسطيني
- مستشفى المطلع
- مجمع الشفاء الطبي

## الإسكان في فلسطين
- هدم إسرائيل للممتلكات الفلسطينية
- مخيمات اللاجئين الفلسطينيين
  - قائمة مخيمات اللاجئين الفلسطينيين

## التعليم في فلسطين
- التعليم في فلسطين
- وزارة التربية والتعليم الفلسطينية

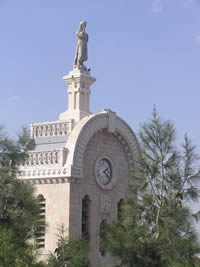
المبنى الرئيسي جامعة بيت لحم في بيت لحم، الضفة الغربية

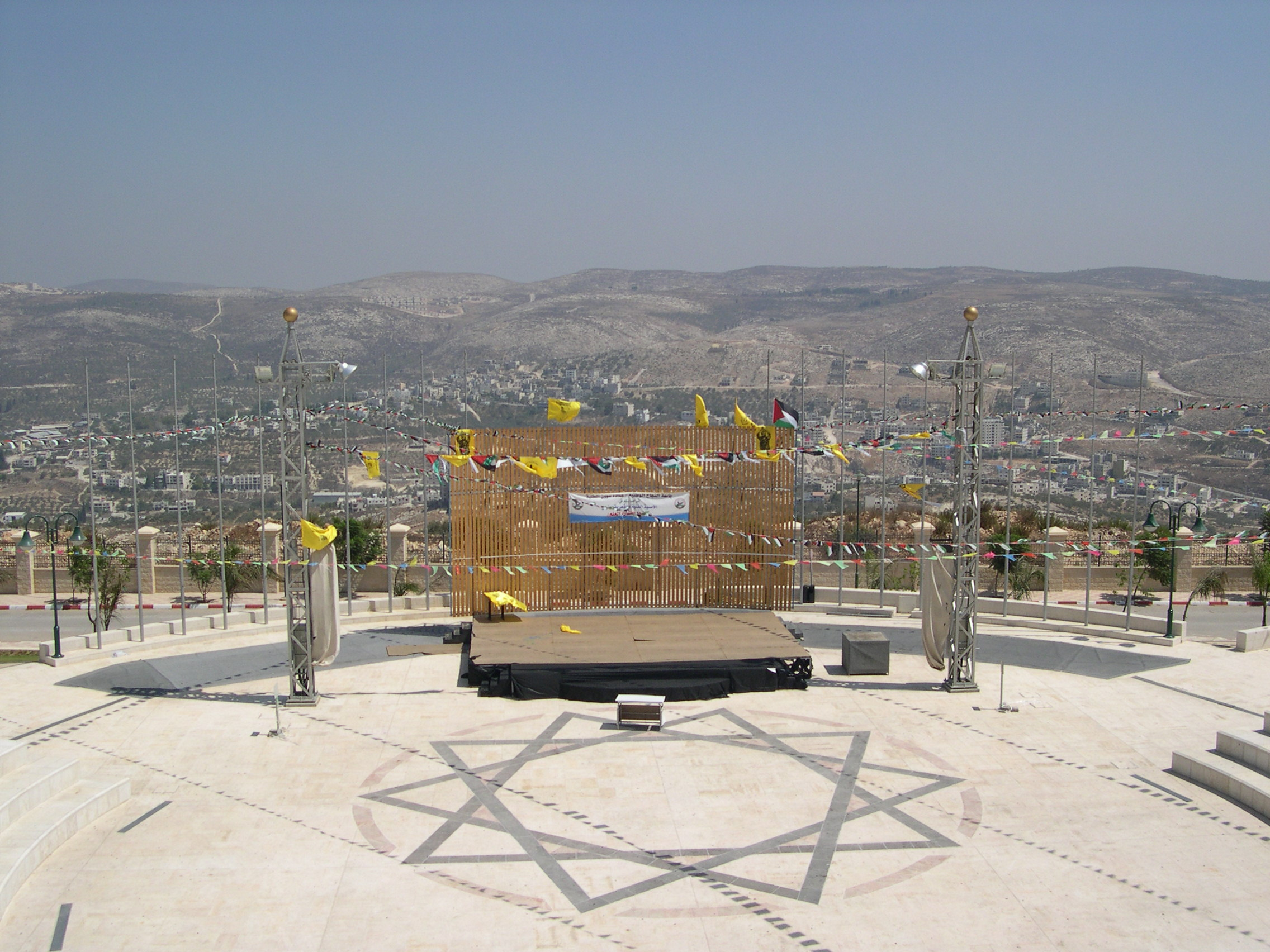
مدرج جامعة النجاح الوطنية المطل على نابلس

- قائمة الجامعات والكليات الفلسطينية
  - المنظمات الطلابية في فلسطين
    - الاتحاد العام لطلبة فلسطين
    - جمعية الشباب الفلسطيني للقيادة وتفعيل الحقوق
    - جبهة العمل الطلابي التقدمية
    - كتلة اتحاد الطلبة التقدمية

  - منظمات طلابية داعمة لفلسطين
    - النادي الثقافي الفلسطيني
    - حركة التضامن من أجل فلسطين
    - التضامن من أجل حقوق الإنسان الفلسطينية

## كتب عن فلسطين
- تصحيح خطأ: اليهود والعرب في فلسطين/إسرائيل، 1936–1956
- التطهير العرقي لفلسطين
- فلسطين (قصة مصورة)
- فلسطين: سلام لا فصل عنصري (كتاب)
- من تحت الأرض إلى فلسطين

## وصلات خارجية
تقارير تاريخية
- تقرير هوب سيمبسون، لندن 1930
- تقرير لجنة بيل الملكية، لندن 1937
- تقرير 1928 إلى مجلس عصبة الأمم

خرائط
- اتفاقية سايكس بيكو 1916 نسخة محفوظة 21 يونيو 2007 على موقع واي باك مشين.
- خطة التقسيم 1947